# Alcira Soust Scaffo
Alcira Soust Scaffo (4 tháng 3 năm 1924 - 30 tháng 6 năm 1997) là một nữ giáo viên và nhà thơ người Uruguay sống ở México hơn hai thập kỷ. Trong thời gian chiếm đóng Đại học tự trị quốc gia Mexico (UNAM) bởi Quân đội Mexico năm 1968, cô đã ở ẩn trong 15 ngày trong phòng tắm tại trường đại học. Tập phim này đã trở thành một giai thoại đáng chú ý của phong trào Mexico 68, và cũng được đưa vào tiểu thuyết của Roberto Bolaño.

## Tiểu sử
Alcira Soust Scaffo là con út trong ba chị em trong một gia đình trung lưu. Ngay từ khi còn nhỏ, cô đã xuất sắc trong học tập, quản lý để trở thành một nữ giáo viên ở tuổi 20. Cô có được một trợ lý tạm thời tại Escuela Granja số 43 ở Chileno Grande, trên bờ biển phía bắc của Río Negro.
Vào những năm 1960, Scaffo định cư ở Mexico. Cô nhận được một học bổng từ Trung tâm Hợp tác khu vực giáo dục dành cho người lớn ở châu Mỹ Latinh và vùng Caribê (Centro de Cooperación Regional para la Educación de Adultos en América Latina y el Caribe; CREFAL) để tham dự khóa đào tạo cho chuyên gia giáo dục cơ bản trong Pátzcuaro, Michoacán. Điều này có sự tham gia của ba đồng bào của Scaffo khác, bao gồm Miguel Soler, người sẽ lãnh đạo CREFAL năm sau.
Tại CREFAL, Soust làm việc với các cộng đồng bản địa và nông dân. Kết thúc khóa học, cô đã viết một bài luận về tầm quan trọng của giải trí mang tên "Giải trí trong cấu trúc của tính cách", đây sẽ là luận án đầu tiên được xuất bản bởi CREFAL. Sau khóa học, Soust nhận được một phần học bổng để học vẽ tranh tường với Rufino Tamayo.
Năm 1960, Scaffo kết hôn với một bác sĩ, sau đó hai người ly thân vào năm 1962.